# Miriam Freeland
Miriam Pacheco Freeland (Rio de Janeiro, 11 de outubro de 1978) é uma atriz brasileira.

## Biografia
É graduada em História da Arte pela Universidade do Estado do Rio de Janeiro (UERJ) e em Artes Cênicas pela Casa das Artes de Laranjeiras.

## Carreira
Começou sua carreira no tradicional Teatro O Tablado no Rio de Janeiro, entrou aos 12 e aos 14 anos estreou profissionalmente com o espetáculo Passo a passo no Paço Imperial de Maria Clara Machado. Sua carreira no teatro se sucedeu, fazendo diversos espetáculos. No tablado, também atuou em A Coruja Sofia com direção de Cacá Mourthé Obteve destaque com a crítica especializada e com o público e a indicação ao Prêmio Shell de Melhor Atriz com o espetáculo Tomo Suas Mãos nas Minhas, onde contracenava com seu marido, o ator e diretor Roberto Bomtempo. Sua estreia na TV foi aos 15 anos como elenco de apoio da novela A Viagem da Rede Globo. Depois disso, fez vários trabalhos em diversas emissoras, com destaque para a personagem Pagu da minissérie Um Só Coração da Rede Globo e com sua primeira protagonista em novelas, a Mila, personagem da novela Essas Mulheres da Rede Record.  Além de atriz, trabalhou na função "direção de produção" na peça Espia Uma Mulher que se Mata.
Sua estreia no cinema aconteceu em 2013 com os filmes Cine Holliúdy de Halder Gomes e Mão na Luva de José Joffily e Roberto Bomtempo no Festival do Rio 2013  e no FestNatal 2013 onde ganhou o Premio de Melhor Atriz. Em 2013, após 8 anos na Rede Record, Miriam não renovou contrato com a emissora. Retornando a Record, em 2016, se destacou como a prostituta Raabe na novela A Terra Prometida  e no espetáculo teatral Casa de Bonecas com versão do dramaturgo e diretor argentino Daniel Veronese, produzida pela Produtora Movimento Carioca, da qual é sócia de seu esposo Roberto Bomtempo. Em dezembro, a peça virou longa-metragem titulado Nora. Filmou no inicio de 2017 dois longas metragens: Cine Holliúdy 2: A Chibata Sideral e D.P.A - O Filme e inicia em maio as filmagens da 9ª e da 10ª temporada da série infantil do Gloob, Detetives do Prédio Azul, como a artista plástica, Lena, mãe de Bento. Em 2018, a atriz roda o filme teen Cinderela Pop e a sequência Detetives do Prédio Azul 2 - O Mistério Italiano. e estreou em outubro, a peça O Diário de Pilar na Grécia como atriz e produtora. Por esse espetáculo, Miriam Freeland ganhou o Prêmio Botequim Cultural de Melhor Atriz e o Prêmio CBTIJ de Melhor atriz.
O espetáculo ainda angariou: Prêmio de Melhor Espetáculo 2018 (Botequim Cultural e CBTIJ), Melhor texto adaptado - Symone Strobel (CBTIJ) e Melhor ator - Perdo Monteiro (Botequim Cultural e CBTIJ).

## Filmografia

### Televisão
| Ano     | Título                      | Personagem                            | Nota                                  |
| ------- | --------------------------- | ------------------------------------- | ------------------------------------- |
| 1994    | A Viagem                    | Cristina                              | Episódio: "19 de agosto"              |
| 1995    | Cara & Coroa                | Amiga de Kika                         | Episódio: "20 de novembro"            |
| 1996    | Perdidos de Amor            | Antônia                               |                                       |
| 1996    | O Campeão                   | Daniela                               |                                       |
| 1997–98 | Caça Talentos               | Carolina                              | Temporadas 3–4                        |
| 1998    | Você Decide                 | Miriam                                | Episódio: "Noite de Natal"            |
| 1998    | Você Decide                 | Carol                                 | Episódio: "Vida"                      |
| 1999    | Você Decide                 | Karina                                | Episódio: "Ligeiramente Grávida"      |
| 1999    | Mulher                      | Katia                                 | Episódio: "Mães de Família"           |
| 2000    | O Cravo e a Rosa            | Maria Cândida Lacerda Pinto (Candoca) |                                       |
| 2002    | Esperança                   | Beatriz Moreira Alves                 |                                       |
| 2004    | Um Só Coração               | Patrícia Rehder Galvão (Pagu)         |                                       |
| 2005    | Essas Mulheres              | Emília Duarte (Mila)                  |                                       |
| 2006    | Bicho do Mato               | Ruth Sampaio                          |                                       |
| 2008    | Os Mutantes                 | Marta Pureza                          | Episódios: "3 de junho–4 de setembro" |
| 2009    | Poder Paralelo              | Lígia Brandão                         |                                       |
| 2012    | Máscaras                    | Maria Salles Benaro                   |                                       |
| 2016    | A Terra Prometida           | Raabe Zurig                           |                                       |
| 2016–19 | Detetives do Prédio Azul    | Lena Prata                            | Temporadas 7–12                       |
| 2018    | Tempo de Amar               | Gilka Machado                         | Episódio: "10 de janeiro"             |
| 2018    | Malhação: Vidas Brasileiras | Catarina                              | Episódios: "20–25 de dezembro"        |
| 2024    | Morangos com Açúcar         | Camila Rizotti                        | Elenco Principal                      |

### Cinema
| Ano  | Título                                  | Personagem       | Nota           |
| ---- | --------------------------------------- | ---------------- | -------------- |
| 1998 | Vila Isabel                             |                  | Curta-metragem |
| 2004 | A Orelha de Van Gogh                    |                  | Curta-metragem |
| 2005 | Gotas                                   |                  | Curta-metragem |
| 2013 | Mão na Luva                             | Silvia           |                |
| 2013 | Cine Holliúdy                           | Maria das Graças |                |
| 2015 | A Floresta que se Move                  | Lúcia            |                |
| 2017 | D.P.A - O Filme                         | Lena Prata       |                |
| 2018 | D.P.A. 2 - O Mistério Italiano          | Lena Prata       |                |
| 2018 | Cine Holliúdy 2: A Chibata Sideral      | Maria das Graças |                |
| 2019 | Cinderela Pop                           | Ana Dorella      |                |
| 2019 | Nora                                    | Nora             |                |
| 2022 | D.P.A. 3 - Uma Aventura no Fim do Mundo | Lena Prata       |                |
| 2024 | Jorge da Capadócia                      | Alexandra        |                |

## Teatro
| Ano  | Título                                   | Papel             |
| ---- | ---------------------------------------- | ----------------- |
| 1992 | Passo a Passo no Paço Imperial           | Palhaça Bailarina |
| 1994 | O Rei Pasmado e a Rainha Nua             | Rainha            |
| 1994 | A Coruja Sofia                           |                   |
| 1996 | A Bela Adormecida                        | Bela              |
| 2001 | Engraçadinha, Seus Amores e Seus Pecados | Engraçadinha      |
| 2002 | Cinderela                                | Cinderela         |
| 2004 | A Aurora da Minha Vida                   | Gêmea             |
| 2005 | Cosquinha                                |                   |
| 2005 | Chorus Line                              |                   |
| 2007 | Hedda Gabler                             | Sra. Elvsted      |
| 2008 | Um Sopro de Vida                         | Clarice / Ângela  |
| 2009 | Tomo Suas Mãos nas Minhas                | Olga Knipper      |
| 2009 | Espia Uma Mulher que se Mata             | Sonia             |
| 2014 | Pluft, o Fantasminha                     | Maribel           |
| 2016 | Casa de Bonecas                          | Nora              |
| 2018 | O Diário de Pilar na Grécia              | Pilar             |

## Prêmios e indicações
| Ano  | Prêmio                             | Categoria                           | Nomeações                          | Resultado |
| ---- | ---------------------------------- | ----------------------------------- | ---------------------------------- | --------- |
| 2010 | Melhores do Ano - MdeMulher        | Melhor Atriz                        | Poder Paralelo                     | Indicada  |
| 2010 | Melhores do Ano - MdeMulher        | Melhor Mocinha                      | Poder Paralelo                     | Indicada  |
| 2010 | Prêmio Shell de Teatro             | Melhor Atriz                        | Tomo Suas Mãos Nas Minhas          | Indicada  |
| 2010 | Prêmio Arte Qualidade Brasil       | Melhor Atriz Teatral Drama          | Tomo Suas Mãos Nas Minhas          | Indicada  |
| 2013 | Prêmio Quem de Cinema              | Melhor Atriz                        | Cine Holliúdy                      | Indicada  |
| 2013 | FestNatal                          | Melhor Atriz                        | Mão Na Luva                        | Venceu    |
| 2016 | Troféu UOL TV e Famosos            | Melhor Atriz                        | A Terra Prometida                  | Indicada  |
| 2018 | Prêmio Botequim Cultural           | Melhor Atriz                        | O Diário de Pilar na Grécia        | Venceu    |
| 2018 | Prêmio CBTIJ de Teatro             | Melhor Atriz                        | O Diário de Pilar na Grécia        | Venceu    |
| 2020 | Grande Prêmio Brasileiro de Cinema | Melhor Atriz                        | Cine Holliúdy 2: A Chibata Sideral | Indicada  |
| 2023 | Prêmio Destaques Musical.Rio       | Melhor Atriz Musical Infantojuvenil | Diário de Pilar na Amazônia        | Pendente  |